# Юлия Огнянова
Юлия Андрèева Огнянова е български режисьор и театрал.

## Биография
Родена във Варна на 22 февруари 1923 г.
Завършва театрознание в ГИТИС – Москва. Между 1954 г. и 1957 г. преподава „Театрознание“ във ВИТИЗ „Кр. Сарафов“. Получава режисьорско звание през 1959 г. Като съветник в Комитета за наука, изкуство и култура се запознава с Вили Цанков и Леон Даниел. През 1958 г. тримата започват работа в Бургаския драматичен театър. Заедно с Методи Андонов основават „бургаската четворка“, с която успешно реформират средствата и драматургията в театъра. След прекратяването на дейността на „бургаската група“ през 1960 г., Юлия Огнянова е разпределена в „Трудов фронт“ (1960 – 1964). През 1964 г. започва работа в Централния куклен театър, а през 1966 г. пренася търсенията си върху театрално-клоунадния модел в Куклен театър – Пловдив. Между 1972 и 1975 г. работи в Театър 199, през 1975 – 1978 г. е режисьор в Драматичен театър - Пловдив. От 1978 г. е на свободна практика. Поставяла е в театрите в Ямбол, Смолян, Хасково, в частния театър „Ла Страда“. В чужбина е режисирала спектакли в Латвия, Полша, Италия, Кипър и другаде, преподавала е в Италия и Франция. През 1981 г. Юлия Огнянова поема обучението на куклено-театралните режисьори във ВИТИЗ – Стефан Москов, Александър Морфов, Леонард Капон, Христина Арсенова, Мариета Ангелова, Антония Вирт, Велимир Велев и други, с което променя принципно и качествено посоките и моделите на развитие пред българския драматичен театър през последните 20 години на ХХ век.
Юлия Огнянова е носител на международни и национални отличия, сред които почетните „Аскеер“ (1999) и „Икар“ (2009) за цялостно творчество.

## Филмография
Като режисьор:
- Лазарица (2005)

Като актриса:
- Вагнер (1998) – възрастната госпожа / просякинята / бабичката / селянката
- Разходки с ангела (1990) Режисьорката

## Филми за Юлия Огнянова
- „Юлия и клоуните“, документален филм на режисьора Иван Ковачев, 1990 г.
- „Юлия Огнянова“, документален филм на Стефан Джамбазов, 2010 г.
- „Умно село: За Юлия и нейната странна компания (режисьорът Юлия Огнянова)“, режисьор Владимир Люцканов, 2016 г.
- "В памет на Юлия Огнянова", БНТ, интервю в предаването Панорама, 30.09.2016
- „Това име го забравете“, документален филм на Боян Папазов, 2017 г.

## Книги от Юлия Огнянова
- „Завещаното от Юлия Огнянова“ Архив на оригинала от 2018-02-23 в Wayback Machine. от Юлия Огнянова
- „Уроците на Юлия Огнянова“ Архив на оригинала от 2018-02-23 в Wayback Machine. от Юлия Огнянова

## Книги за Юлия Огнянова
- „Юлияда / Уроците на Юлия / 4 театрални диплянки“ от Румяна Емануилиду, 2009 г.
- „Юлия и клоуните“ от Румяна Емануилиду, 2013 г.
- „Юлия Огнянова – автопортрет за разпознаване“ от Румяна Емануилиду, 2016 г.